# 愛爾蘭飲食

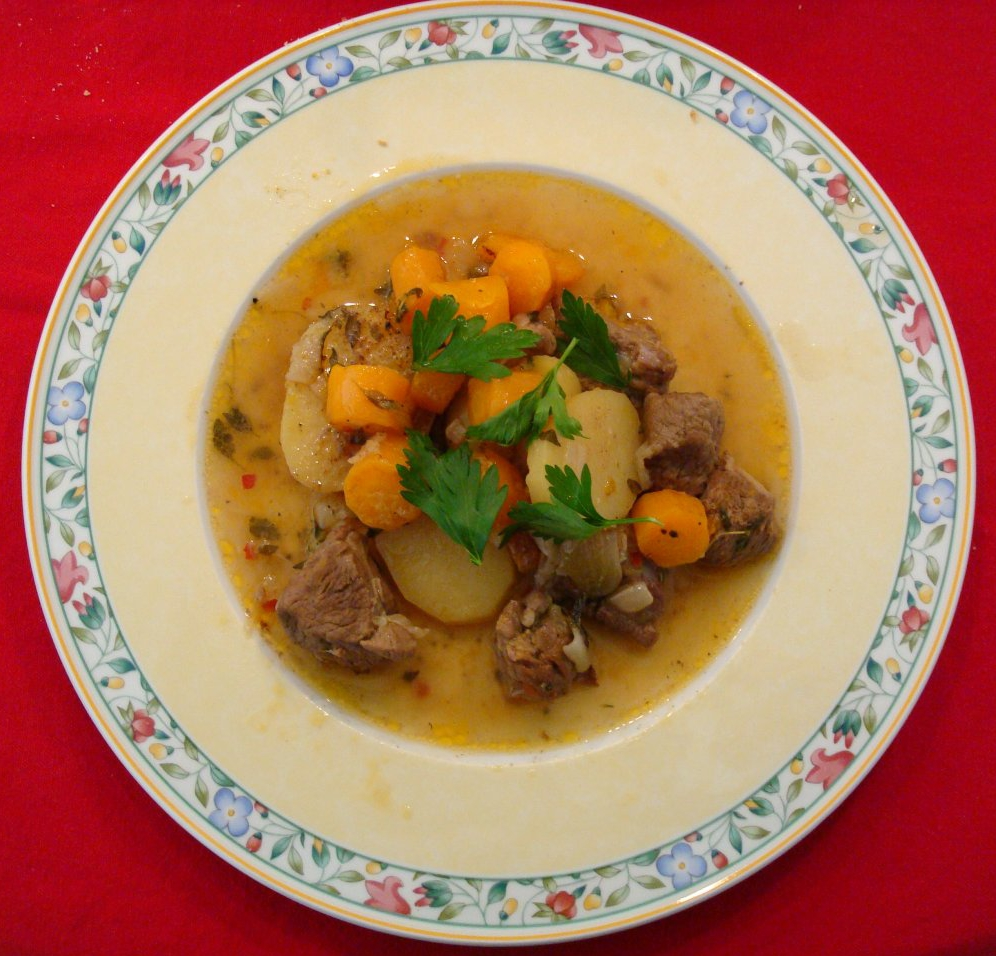
愛爾蘭燉肉

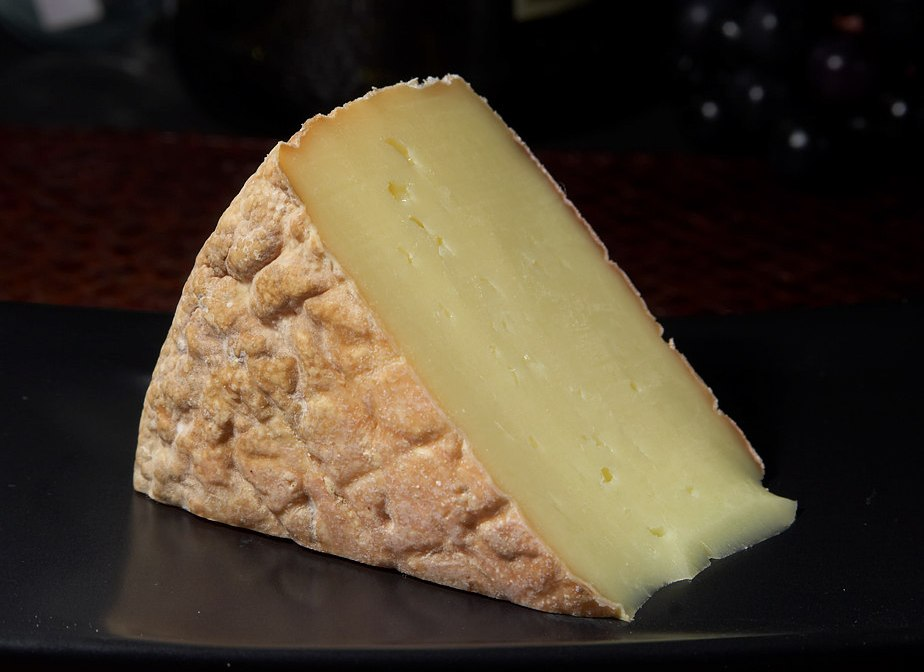
古宾奶酪

愛爾蘭飲食（Irish cuisine）是指主要流行在愛爾蘭的飲食文化。大致可分為簡單且傳統的家庭飲食和在飯店及賓館提供的現代飲食。愛爾蘭飲食和英國飲食的共通之處頗多。愛爾蘭飲食的主食是馬鈴薯和麵包。馬鈴薯在16世紀引進後，也形成了許多傳統愛爾蘭美食的基礎。主要的肉身則是豬肉、羊肉和牛肉。愛爾蘭漁業發達，因此魚類也常作為主要食材，特別是大馬哈魚和鱈魚。並且貝類也常出現在餐桌。在蔬菜方面，捲心菜和洋蔥等耐寒的蔬菜較為流行。
古宾奶酪產自愛爾蘭南部，於1980年發明，是愛爾蘭特產。古比芝士外形呈扁平的圓形狀，外殼為黃色，散發着一種強烈的氣味。古比芝士在發售前的三星期起，要每天以鹽水涮洗。

## 外部連結
- Wikibooks Cookbook （页面存档备份，存于）